# Coatsův ostrov
Coatsův ostrov (anglicky Coats Island, inuitsky Akpatordjuark) je ostrov v severní části Hudsonova zálivu, který patří k regionu Kivalliq kanadského teritoria Nunavut. Má rozlohu 5498 km² a je 107. největším ostrovem světa. Je bez stálého osídlení (největší neobydlený ostrov mezi severním polárním kruhem a rovníkem). Nejbližší lidské sídlo je vzdáleno 120 km. Maximální nadmořská výška Coatsova ostrova je 185 metrů. Většinu území pokrývá tundra.
Původními obyvateli byli Sadlermiutové. V roce 1612 ostrov objevil Thomas Button. V osmnáctém století byl ostrov pojmenován podle Williama Coatse, kapitána ve službách Společnosti Hudsonova zálivu.
V roce 1920 zde byla vyhlášena rezervace pro soba polárního. Ostrov je také významným ptačí územím. Žije zde např. alkoun tlustozobý, racek šedý, jespák mořský a sněhule severní.